# Waterkrachtcentrale Nachtigal
De Waterkrachtcentrale Nachtigal is een waterkrachtcentrale in de rivier de Sanaga in het midden van Kameroen. In 2018 begon de bouw en de oplevering staat gepland voor 2024. De turbines hebben een totale capaciteit van 420 megawatt (MW) en na voltooiing is het de grootste elektriciteitscentrale van het land.
De Sanaga is 918 kilometer lang en stroomt bij de Golf van Guinee in de Atlantische Oceaan. De rivier heeft een lengte van 918 kilometer en haar stroomgebied heeft een oppervlakte van 140.000 km², een kwart van het totale landoppervlak van Kameroen. Het debiet is gemiddeld over het jaar iets meer dan 2000 m³/s.
Voor de bouw en exploitatie is de Nachtigal Hydro Power Company (NHPC) opgericht. De belangrijkste aandeelhouders zijn Électricité de France (40% van de aandelen), International Finance Corporation (30%) en de regering van Kameroen (30%). NHPC heeft een concessie om de centrale 35 jaar te exploiteren en voor de verkoop van elektriciteit is een contract afgesloten met eenzelfde looptijd met de elektriciteitsmaatschappij Eneo Cameroon S.A..
De stuwdam is 1455 meter lang en heeft een geringe hoogte van 14 meter. Het is een rivier- of doorstroomwaterkrachtcentrale. Er worden zeven Francisturbines geïnstalleerd hetgeen een totale capaciteit oplevert van 420 MW. De turbines komen in een turbinehal van 142  meter lang, 36 m hoog en 47 m breed. De eerste turbine wordt in 2023 in gebruik genomen en de laatste in 2024. Eenmaal compleet wordt een jaarlijks productie van 3 terrawattuur (TWh) verwacht, dit is gelijk aan 30% van de nationale stroomproductie. Voor de afvoer van de stroom wordt een 50 kilometer lange hoogspanningskabel aangelegd naar een station waarmee de aansluiting met het landelijke netwerk wordt gerealiseerd. De centrale ligt zo'n 65 km ten noorden van de hoofdstad Yaoundé.
De dam ligt zo'n drie kilometer stroomopwaarts van de centrale en een kanaal voert het water van het stuwmeer naar de turbinehal. Per seconde kan maximaal 980 m³ water worden aangevoerd. Na het passeren van de turbines vervolgt het water zijn weg in een tweede kanaal van 800 meter lang om dan weer in de Sanaga te stromen.
De totale kosten van het project zijn geraamd op 1,2 miljard euro. Een kwart hiervan wordt door de aandeelhouders opgebracht en de rest is met leningen gefinancierd.